# Harem B
Harem B è l'unico album del gruppo musicale italiano Erredieffe, pubblicato nel 2000.
Il disco venne pubblicato dopo la partecipazione del gruppo al Festival di Sanremo con il brano Ognuno per sé. L'album include i singoli Ognuno per sé, L'ultimo dei DJ e Sole che sarai.

## Tracce
1. Comestai... – 0:16
2. Lunatica – 4:04
3. Simboli – 4:25
4. Sole che sarai – 4:06
5. Vite infinite – 4:03
6. Ora – 0:59
7. Tra due mondi – 3:32
8. 60 mq – 3:36
9. Ognuno per sé – 4:13
10. Hasta mañana – 1:01
11. L'ultimo dei DJ – 3:59
12. A volte no – 3:56
13. Liberamente – 4:32
14. Quello di Chef – 1:04
15. L'uomo sull'albero – 4:06
16. Io non dormo mai – 3:47
17. Sole che sarai (104 bipiemme) – 4:32
18. Sciubidubidu (To Your Babe) – 1:18